# Lijst van voetbalinterlands Guinee - Namibië
Deze lijst van voetbalinterlands is een overzicht van alle officiële voetbalwedstrijden tussen de nationale teams van Guinee en Namibië. De Afrikaanse landen hebben tot op heden tien keer tegen elkaar gespeeld. De eerste ontmoeting, een kwalificatiewedstrijd voor de Afrika Cup 1996, vond plaats op 8 januari 1995 in Conakry. Het laatste duel, een kwalificatiewedstrijd voor de  Afrika Cup 2021, werd gespeeld in Windhoek op 28 maart 2021.

## Wedstrijden
| №  | Plaats     | Datum            | Competitie                           | Wedstrijd        | Uitslag |
| -- | ---------- | ---------------- | ------------------------------------ | ---------------- | ------- |
| 1  | Conakry    | 8 januari 1995   | Afrika Cup 1996 kwalificatie         | Guinee − Namibië | 3 − 0   |
| 2  | Windhoek   | 15 juli 1995     | Afrika Cup 1996 kwalificatie         | Namibië − Guinee | 0 − 0   |
| 3  | Sekondi    | 28 januari 2008  | Afrika Cup 2008                      | Guinee − Namibië | 1 − 1   |
| 4  | Windhoek   | 14 juni 2008     | WK 2010 kwalificatie                 | Namibië − Guinee | 1 − 2   |
| 5  | Conakry    | 22 juni 2008     | WK 2010 kwalificatie                 | Guinee − Namibië | 4 − 0   |
| 6  | Windhoek   | 12 november 2015 | WK 2018 kwalificatie                 | Namibië − Guinee | 0 − 1   |
| 7  | Casablanca | 15 november 2015 | WK 2018 kwalificatie                 | Guinee − Namibië | 2 − 0   |
| 8  | Conakry    | 17 november 2019 | Afrika Cup 2021 kwalificatie         | Guinee − Namibië | 2 − 0   |
| 9  | Limbe      | 19 januari 2021  | African Championship of Nations 2020 | Guinee − Namibië | 3 − 0   |
| 10 | Windhoek   | 28 maart 2021    | Afrika Cup 2021 kwalificatie         | Namibië − Guinee | 2 − 1   |

## Samenvatting
| Competitie                      | Totaal gespeeld | Winst Guinee | Gelijk | Winst Namibië | Doelsaldo Guinee – Namibië |
| ------------------------------- | --------------- | ------------ | ------ | ------------- | -------------------------- |
| WK-kwalificatie                 | 4               | 4            | 0      | 0             | 9 − 1                      |
| Afrika Cup                      | 1               | 0            | 1      | 0             | 1 − 1                      |
| Afrika Cup-kwalificatie         | 4               | 2            | 1      | 1             | 6 − 2                      |
| African Championship of Nations | 1               | 1            | 0      | 0             | 3 − 0                      |
| Totaal                          | 10              | 7            | 2      | 1             | 19 − 4                     |

FGF · A-internationals · Guinees vrouwenelftal
1960-1969 ·
1970-1979 ·
1980-1989 ·
1990-1999 ·
2000-2009 ·
2010-2019 ·
2020-2029
AC 1970 ·
AC 1974 ·
AC 1976 ·
AC 1980 ·
AC 1994 ·
AC 1998 ·
AC 2004 ·
AC 2006 ·
AC 2008 ·
AC 2012
1962 ·
1963 ·
1964 ·
1965 ·
1966 ·
1967 ·
1968 ·
1969 ·
1970 ·
1971 ·
1972 ·
1973 ·
1974 ·
1975 ·
1976 ·
1977 ·
1978 ·
1979 ·
1980 ·
1981 ·
1982 ·
1983 ·
1984 ·
1985 ·
1986 ·
1987 ·
1988 ·
1989 ·
1990 ·
1991 ·
1992 ·
1993 ·
1994 ·
1995 ·
1996 ·
1997 ·
1998 ·
1999 ·
2000 ·
2001 ·
2002 ·
2003 ·
2004 ·
2005 ·
2006 ·
2007 ·
2008 ·
2009 ·
2010 ·
2011 ·
2012 ·
2013 ·
2014 ·
2015 ·
2016 ·
2017 ·
2018 ·
2019 ·
2020 ·
2021 ·
2022 ·
2023 ·
2024
Algerije ·
Angola ·
Benin ·
Bermuda ·
Botswana ·
Brazilië ·
Burkina Faso ·
Burundi ·
Cambodja ·
Centraal-Afrikaanse Republiek ·
Chili ·
China ·
Comoren ·
Congo-Brazzaville ·
Congo-Kinshasa ·
DDR ·
Egypte ·
Equatoriaal-Guinea ·
Ethiopië ·
Gabon ·
Gambia ·
Ghana ·
Guinee-Bissau ·
Indonesië ·
Irak ·
Iran ·
Ivoorkust ·
Kaapverdië ·
Kameroen ·
Kenia ·
Kosovo ·
Lesotho ·
Liberia ·
Libië ·
Madagaskar ·
Malawi ·
Mali ·
Marokko ·
Mauritanië ·
Mauritius ·
Mozambique ·
Namibië ·
Niger ·
Nigeria ·
Noord-Korea ·
Oeganda ·
Rwanda ·
Senegal ·
Sierra Leone ·
Soedan ·
Somalië ·
Swaziland ·
Tanzania ·
Togo ·
Tsjaad ·
Tunesië ·
Turkije ·
Vanuatu ·
Venezuela ·
Vietnam ·
Zaïre ·
Zambia ·
Zimbabwe ·
Zuid-Afrika ·
Zuid-Jemen
NFA · 
Namibisch vrouwenelftal
1990 – 1999 ·
2000 – 2009 ·
2010 – 2019 ·
2020 − 2029
1990 · 
1991 · 
1992 · 
1993 · 
1994 · 
1995 · 
1996 · 
1997 · 
1998 · 
1999 · 
2000 · 
2001 · 
2002 · 
2003 · 
2004 · 
2005 · 
2006 · 
2007 · 
2008 · 
2009 · 
2010 · 
2011 · 
2012 · 
2013 · 
2014 ·
2015 ·
2016 ·
2017 ·
2018 ·
2019 ·
2020 ·
2021 ·
2022 ·
2023
Algerije ·
Angola ·
Benin ·
Botswana ·
Burkina Faso ·
Burundi ·
Comoren ·
Congo-Brazzaville ·
Congo-Kinshasa ·
Djibouti ·
Egypte ·
Equatoriaal-Guinea ·
Eritrea ·
Ethiopië ·
Gabon ·
Gambia ·
Ghana ·
Guinee ·
Guinee-Bissau ·
India ·
Ivoorkust ·
Kameroen ·
Kenia ·
Lesotho ·
Libanon ·
Liberia ·
Libië ·
Madagaskar ·
Malawi ·
Mali ·
Marokko ·
Mauritius ·
Mozambique ·
Niger ·
Nigeria ·
Oeganda ·
Rwanda ·
Saoedi-Arabië ·
Sao Tomé en Principe ·
Senegal ·
Seychellen ·
Swaziland ·
Tanzania ·
Togo ·
Tsjaad ·
Tunesië ·
Zambia ·
Zimbabwe ·
Zuid-Afrika